# MAS 49
 (janvier 2016).
Si vous disposez d'ouvrages ou d'articles de référence ou si vous connaissez des sites web de qualité traitant du thème abordé ici, merci de compléter l'article en donnant les références utiles à sa vérifiabilité et en les liant à la section « Notes et références ».
Pour les articles homonymes, voir FSA.
Le fusil semi-automatique modèle 1949 ou FSA Mle 1949 ou MAS 49, ou encore FSA 49, équipe les forces militaires françaises à partir de 1950 et, dans sa version MAS 49/56 (ou FSA 49/56), il sert jusqu'aux années 1990 dans les corps constitués. Né d'un prototype développé en 1938, il remplace le MAS 36, avant de laisser progressivement sa place au FAMAS dès le début des années 1980.

## Histoire et carrière militaire

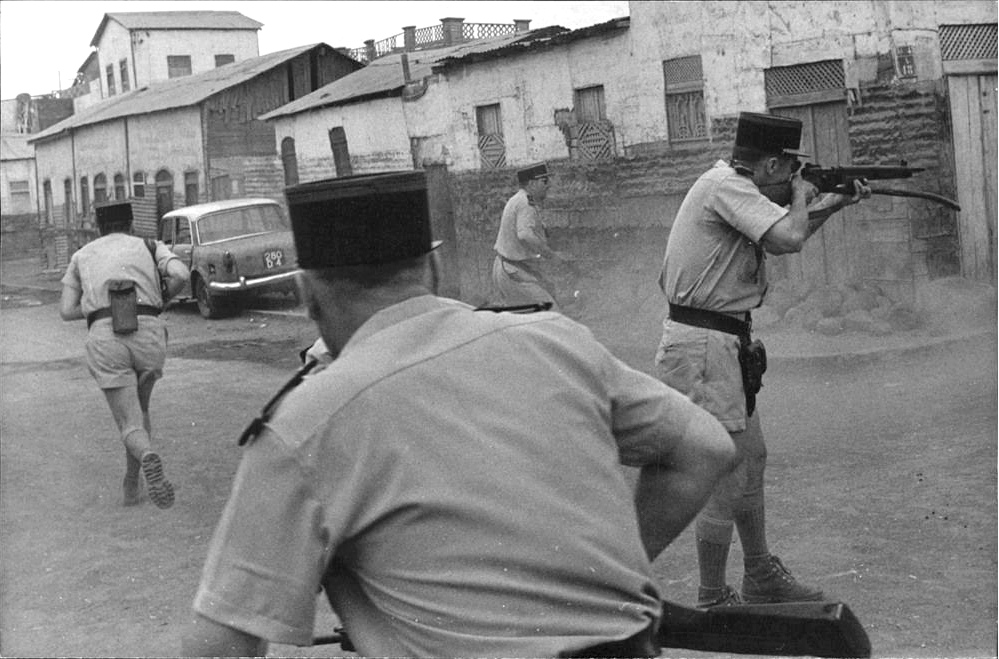
Gendarmes français avec des MAS 49 à Djibouti en 1967.

À la fin de la Seconde Guerre mondiale, les armes semi-automatiques (tels les M1 Garand ou les SKS) étaient en passe de supplanter les fusils d'infanterie de première génération à verrou. Soucieux de ne pas laisser la France se faire dépasser dans ce domaine, le ministère des Armées chargea dès 1944 la manufacture d'armes de Saint-Étienne de concevoir une arme utilisant ce type de fonctionnement. Pour réaliser cet objectif, elle reprit largement le design du fusil MAS 38-40 qui était déjà prêt au début de la Seconde Guerre mondiale  : 50 MAS 40 de présérie, à magasin de 5 cartouches, avaient été livrés pour évaluation pendant l'hiver 1940. Mais l'Occupation, à partir de juillet 1940, avait interrompu ce développement.
Après la Libération, un prototype nouveau de fusil semi-automatique est élaboré à Saint-Étienne, mais toujours à partir de l'architecture du MAS 38/40. L'amélioration essentielle par rapport au MAS 40 est un chargeur amovible contenant 10 cartouches. Les premiers MAS 44 sont livrés en 1945 ; 6 200 MAS 44 puis 44A sont distribués aux commandos de marine combattant alors le Viêt-Minh en Indochine. 
En 1949, la version définitive du nouveau fusil de la MAS entre officiellement en service sous la dénomination de « fusil semi-automatique MAS 1949 », ou FSA MAS 49. Il remplace progressivement les MAS 36, bien qu'un nombre important de ces derniers sont restés en service, notamment après leur modernisation en 1951 (qui donna le MAS 36/51). Son baptême du feu a lieu durant la guerre d'Indochine, à l'occasion de laquelle il acquert une bonne réputation parmi les troupes qui l'utilisent. Après la défaite française de 1954 en Indochine, un certain nombre de fusils de prise équipent le Cambodge et le Viêt Nam. Une commande spéciale de 6 000 exemplaires est exportée en Syrie au début des années 1950. Le FSA Mle 49 s'illustre donc dans deux conflits majeurs : la guerre du Viêt Nam et la guerre du Liban.
Malgré sa qualité, le MAS 49 reste une arme  relativement longue et la MAS est chargée quelques années plus tard de créer une version plus légère et moins encombrante. C'est fait en 1956, avec l'entrée en service du MAS 49/56, sorte de variante « carabine » du FSA 49. Cette nouvelle arme équipe une partie des soldats participant à la guerre d'Algérie et une fois de plus ces derniers en sont très satisfaits.
Le FSA MAS 49/56 remplace par la suite la totalité des FSA 49 et des MAS 36/51 encore en service pour devenir l'arme standard de l'infanterie française, complétée par le pistolet mitrailleur MAT 49. Après leur remplacement par le Famas, plusieurs unités d'infrastructure en disposaient encore dans les années 1990.
Dans les années 1980, le MAS 49/56 fut également une des armes de dotation de l'Administration pénitentiaire et équipait les agents chargés de monter la garde dans les miradors.

## Pays opérateurs militaires et policiers
Après l'introduction du FAMAS, le MAS 49/56 fut ainsi fourni aux soldats, gendarmes et aux unités de garde républicaine et présidentielle des pays suivants  :
- Algérie
- Bénin
- Burkina Faso
- Cameroun
- République centrafricaine
- Comores
- République du Congo
- Côte d'Ivoire
- Djibouti
- France: Forces armées françaises, Administration pénitentiaire (surveillants postés dans les miradors).
- Gabon
- Guinée
- Liban
- Maroc
- Mauritanie
- Madagascar  ; l’armée malgache en possède au titre de don de l'armée française, et les utilise durant des opérations de maintien de l'ordre ou des opérations militaires pures ; on aperçoit souvent des Mas 49 ou Mas 49/56 aux côtés de AK 47 et AKMS d'origine russes. L'armée malgache possède encore beaucoup de munitions pour ces fusils hérités de la colonisation française. Malgré l'arrivée des armes russes et chinoises, ces armes françaises sont appréciées par les armées africaines car leurs manufactures sont de qualité très élevée. Les munitions sont pourtant très chères et seule la société Prvi Partizan continue de les fabriquer. L'armée malgache procède à des rechargements dans l'usine de Moramanga.
- Mali
- Niger
- Sénégal
- Syrie
- Tchad
- Togo
- Tunisie

## Caractéristiques communes MAS 49 et 49/56

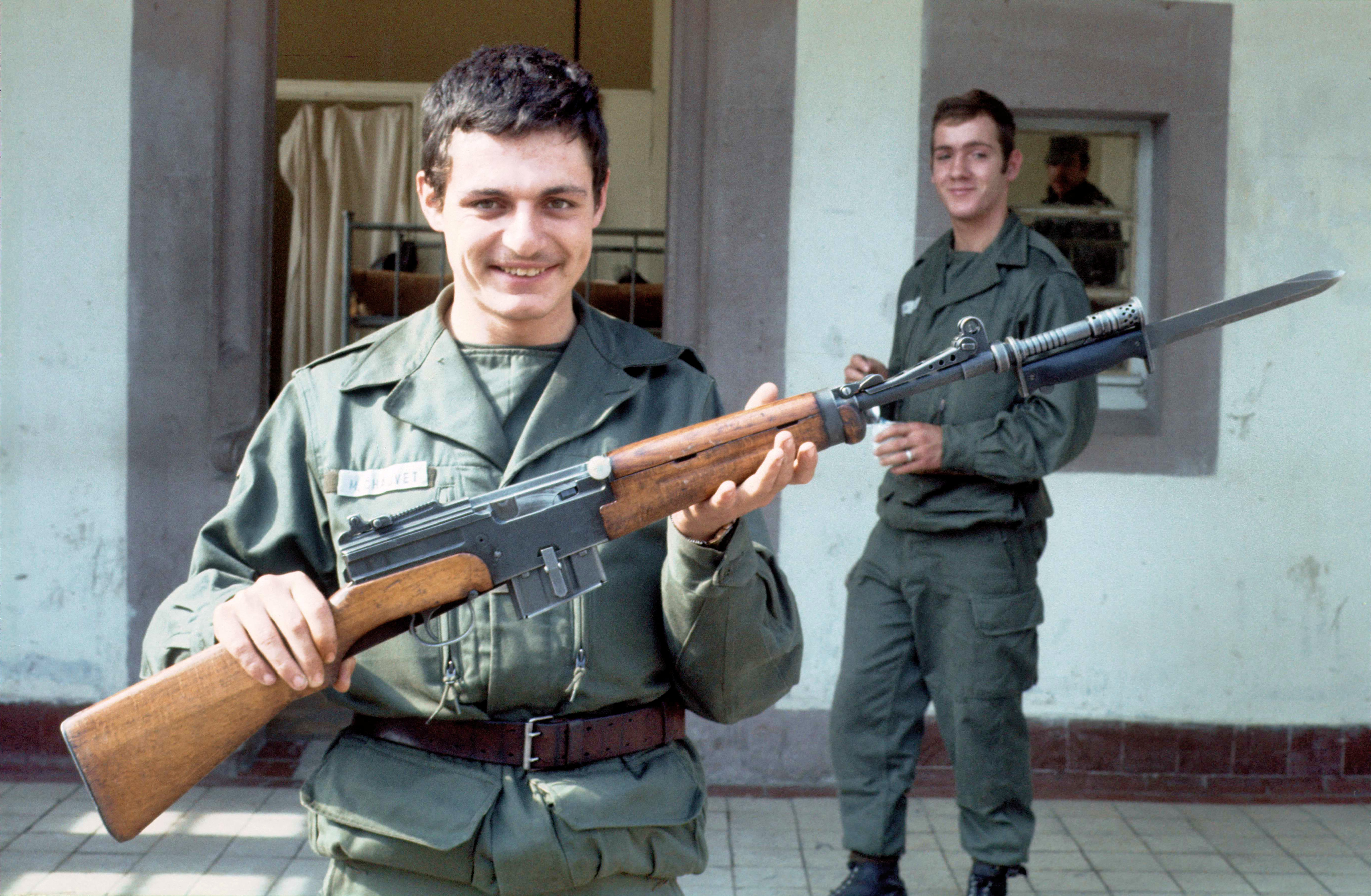
Un caporal du 9e régiment du génie montrant un MAS 49/56 avec sa baïonnette en 1976.

Le MAS 49 est une arme à fonctionnement semi-automatique. Son mode de fonctionnement interne repose sur l'adduction directe dans la culasse mobile des gaz prélevés sur la partie supérieure du canon. Ce système classique de nos jours (par exemple sur le fusil M16 réglementaire américain) avait été mis au point pour la première fois en France en 1901 (fusil d'essai B1) par l'ingénieur d'armement Rossignol. L'adduction directe des gaz dans la culasse mobile permet une grande simplicité du mécanisme. L'alimentation manuelle de la première cartouche se fait grâce à un bouton d'armement placé sur la droite de la culasse mobile. Pour les cartouches suivantes, la culasse mobile éjecte automatiquement l'étui qui vient d'être tiré puis est renvoyée vers l'avant grâce à l'action du ressort récupérateur. Ce cycle extrait une nouvelle cartouche du chargeur et l'introduit dans la chambre de l'arme. Ce mécanisme simple et éprouvé fait des MAS 49 et 49/56 des fusils fiables et ne demandant pas un entretien contraignant. Le démontage de l'ensemble des pièces de culasse, aux fins de nettoyage, s'effectue en quelques secondes et sans outil spécial.
Il utilise les cartouches de conception française de 7,5 mm 1929C, les mêmes que celles du fusil mitrailleur Mle 1924-1929, de l’arme automatique modèle 1952 et du fusil MAS 36. Le chargeur amovible utilisé sur les MAS 49 et 49/56 contient dix cartouches. En outre, des clips de cinq cartouches de MAS 36 peuvent également être employés pour le réapprovisionnement de l'arme. 
Concernant sa conception générale, le FSA 49 s'inscrit assez largement dans la continuité des MAS 36. Le dessin général de ce dernier est quasiment repris à l'identique, les différences concernant uniquement les mécanismes de fonctionnement internes. Il a donc une allure assez imposante et un poids relativement important, ce qui motivera le développement du FSA-49/56.
Il dispose d'un canon d'une longueur imposante de 58 centimètres qui maintient la précision aux grandes distances. La hausse à œilleton est pleinement réglable non seulement en hauteur mais en dérive. Elle est donc très améliorée par rapport à celle du MAS 36. Par ailleurs tous les FSA 49 et 49/56 sont munis, sur le côté gauche du boîtier de culasse, d'un rail en relief qui permet l'installation immédiate d'une lunette de visée grossissante réglementaire. Ces dernières étaient la dotation standard des tireurs d'élite de l'infanterie française et de la Légion étrangère avant l'entrée en service des FR-F1.
En outre, les MAS 49 et 49/56 peuvent mettre en œuvre les différents types de grenades à tir courbe, anti-char comme anti-personnel utilisant le tube de lancement diamètre 22 millimètres au standard OTAN. Pour ce faire, les MAS 49 disposent d'une alidade de visée repliable placée sur le côté de la bouche du canon et graduée de 200 à 1 200 mètres (en fait 400 mètres). Les grenades sont emmanchées à la bouche du canon, et des munitions spéciales (dites « cartouches feuillettes ») sont tirées pour les propulser.
Du point de vue de la sécurité, les MAS 49 introduisent un bouton poussoir permettant de bloquer la détente de l'arme, ce dont ne disposaient pas les MAS 36. Ils sont donc les premiers fusils militaires français à disposer d'une sûreté.

## Le MAS 49 de tireur d'élite
Dès l'origine le MAS 49 peut être livré avec une lunette de tir. Il est attribué en priorité aux tireurs d'élite et restera dans ce rôle jusqu'à l'apparition du FSA 49/56 de tireur d'élite puis du FR-F1.
Le FSA 49 de tireur d'élite ne diffère du FSA 49 de base que par la présence d'une lunette de tir Mle 1953 fabriquée par l'atelier de construction de Puteaux sous le nom d'APX SOM 806L. Un sabot de crosse et un appuie-joue complètent l'adaptation du MAS 49 à cette fonction.

## Fiche technique MAS 49
- Munition : 7,5 mm 1929C
- Fonctionnement : semi automatique par emprunt de gaz
- Longueur totale : 1 100 mm
- Longueur du canon : 580 mm
- Masse à vide : 4,7 kg
- Capacité du chargeur : 10 cartouches
- Cadence de tir : 24 coups par minute
- Portée pratique : 200 mètres
- Portée pratique maximum : 600 mètres

## Le MAS-49/56

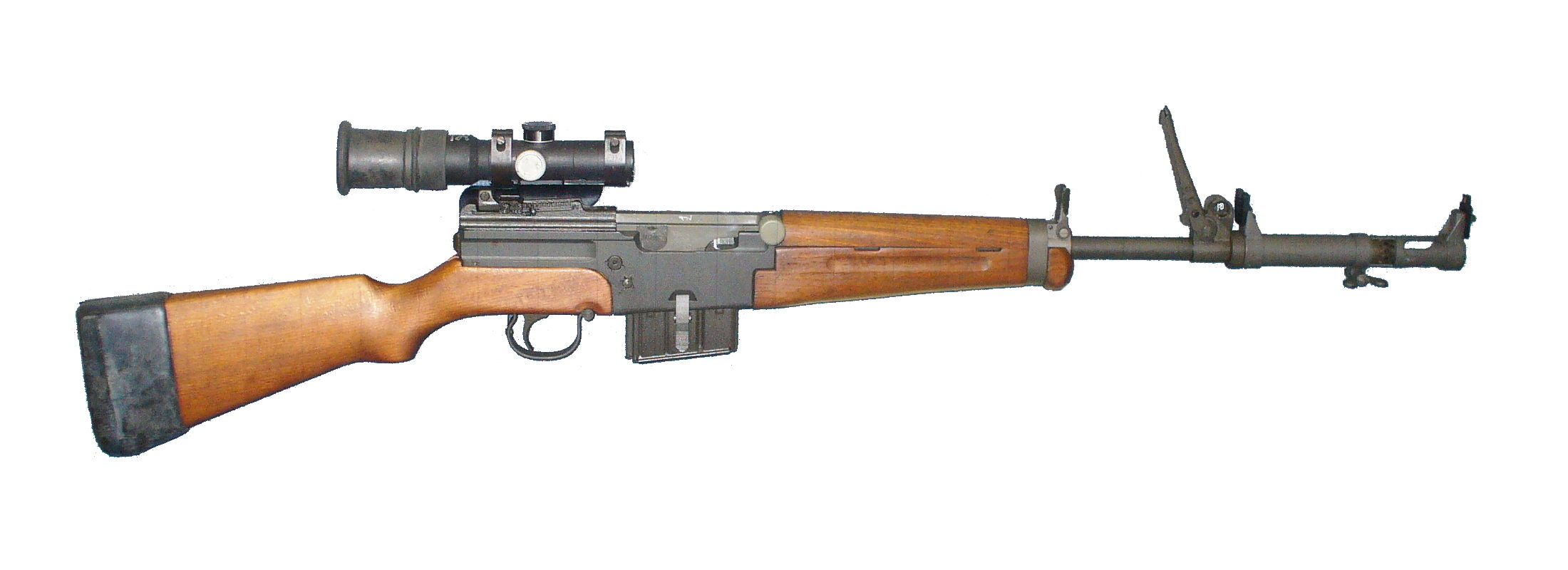
MAS 49/56 avec alidade et lunette diurne APX SOM 806L montées.

Les modifications apportées sur le MAS 49/56 portent principalement sur l'esthétisme extérieur. Le besoin d'une arme plus maniable a conduit les ingénieurs de la MAS à raccourcir considérablement le garde main, qui laisse une partie importante du canon à découvert.
En outre, la taille de celui-ci a également été modérée de 5,5 centimètres. Concernant le tir des grenades, l'alidade a été placée sur la partie du canon dépassant du garde main, ce qui s'avère plus pratique et moins encombrant. Finalement, le poids de l'arme a aussi été réduit de 600 grammes, alors que la longueur totale est passée de 1,10 à 1,02 mètre.
Il a été fabriqué 275 250 fusils MAS 49/56 de 1957 à 1978 par les Manufactures d’État.

## Le MAS 49/56 Police
Vers 1970, la Police nationale reçut quelques centaines de MAS 49/56 modifiés pour tirer la 7,62 OTAN.

## Le MAS 49/56 MSE
C'est un fusil de précision muni d'une crosse à poignée pistolet et appuie-joue réglable, d'un canon sélectionné et d'une lunette de visée APX 806 L d'un grossissement de 3,85 
fabriqué par l'Optique et précision de Levallois et la Société d'Optique et de Mécanique. Cette lunette mit en service en 1953 permet de viser un casque ou une tête jusqu'à 200 m, un homme couché jusqu'à 400 m, un homme debout jusqu'à 600 m. 
Le MAS 49/56 Modifié Saint-Étienne fut fabriqué par transformation d'armes neuves. Il est utilisé dans certains centres d'instruction spécialisés et par le GIGN pour entraîner ses tireurs d'élite, jusqu'à ce que le FRF1 soit disponible en quantités suffisantes.

## Photos
Les sites suivants proposent des photos des MAS 49

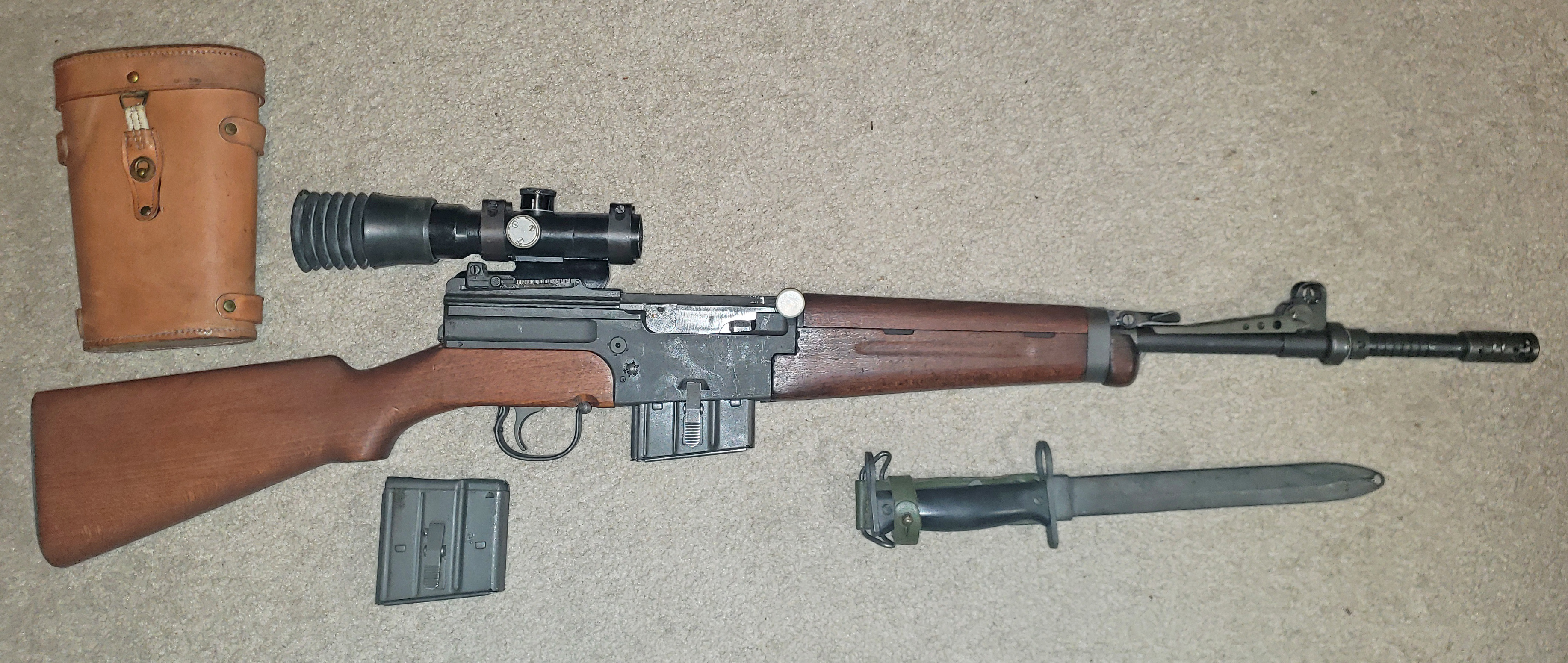
MAS49-56 avec lunette APX et baïonnette

- armesfrancaises.free.fr, « MAS modèle 1949 de tireur d'élite »
- armesfrancaises.free.fr, « MAS modèle 1949-56 »
- armesfrancaises.free.fr, « MAS modèle 1949-56 de tireur d'élite »
- More French MAS Info
- Photo MAS 49/56
- Buddy Hinton French MAS 44 49 49/56 Collection
- MAS 44-49 Manual 1953
- MAS 49 Manual 1950
- MAS 49 Manual 1951
- MAS 49 Manual 1953
- MAS 49 Manual 1970
- MAS 49/56 Manual 1974